# Smilevo
Smilevo (en macédonien Смилево) est un village du sud-est de la Macédoine du Nord, situé dans la municipalité de Demir Hisar. Le village comptait 321 habitants en 2002.

## Démographie
Lors du recensement de 2002, le village comptait :
- Macédoniens : 321

## Galerie

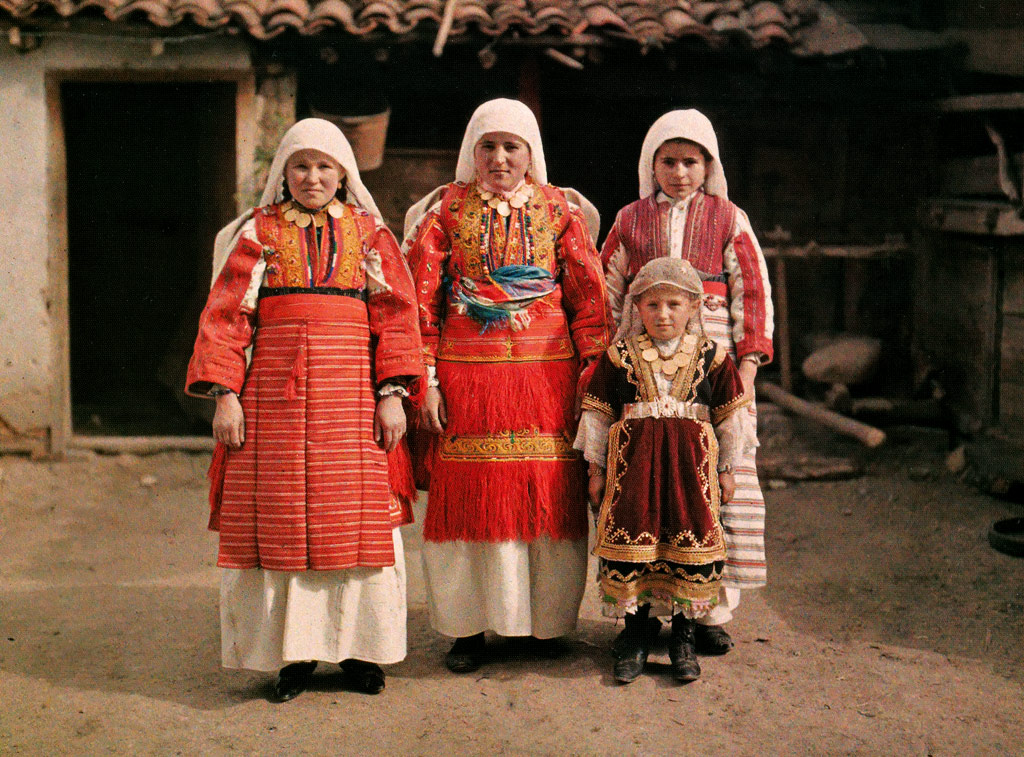
Les femmes de Smilevo en costume national en 1913
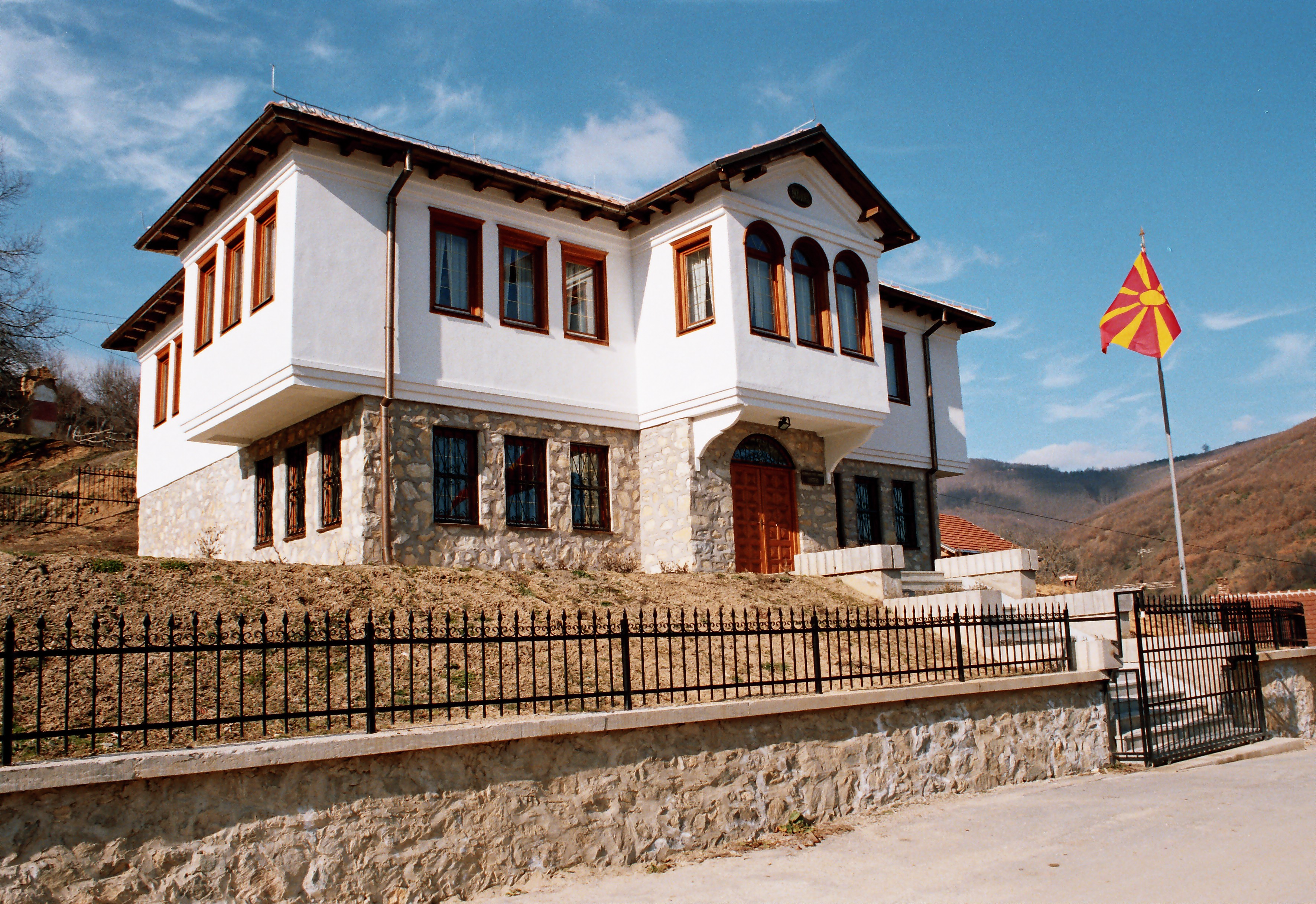
Smilevo musée
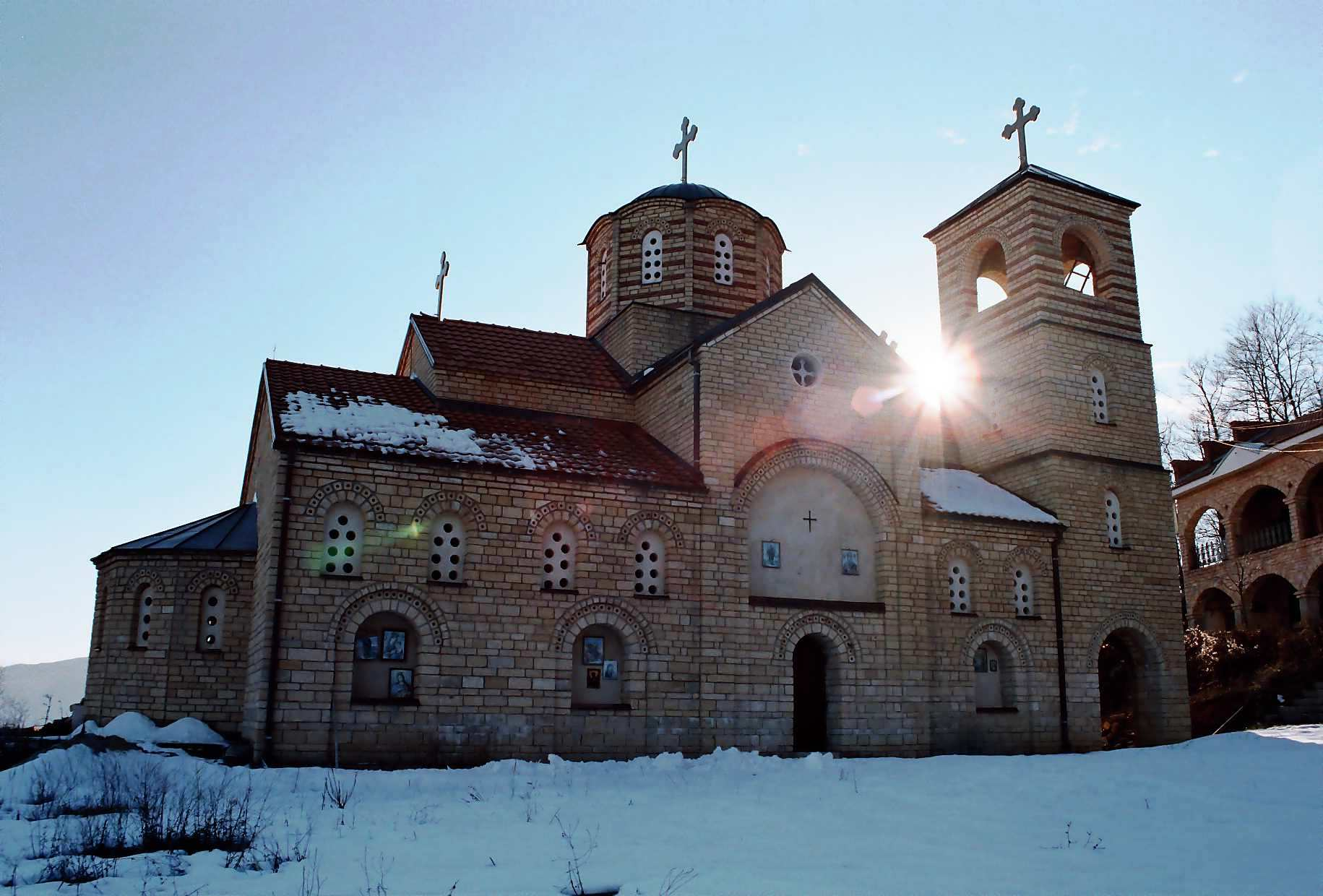
Église Saint-Pierre dans le village